# Je t'emmènerai dans la toundra

Je t'emmènerai dans la toundra (en russe Увезу тебя я в тундру, Ouviézou tiébia ya v toundrou) est une chanson pop soviétique écrite par Mark Fradkine sur un texte de Mikhaïl Plyatskovsky (ru) en 1971. Le plus célèbre interprète en est Kola Beldy (ru).

## Histoire
En 1970, Iouri Malikov (à l'époque musicien de l'Orchestre Philharmonique de Moscou), alors qu'il se trouvait à l'exposition internationale EXPO-70, rencontra le compositeur Mark Fradkine et lui demanda d'écrire « quelque chose d'incendiaire » pour un nouvel ensemble vocal-instrumental, la VIA Samocvety (ru). Il s'est avéré que Fradkine avait justement co-écrit une chanson avec Mikhaïl Plyatskovsky. Cependant, méfiant vis-à-vis de la VIA, il a été décidé que l'œuvre serait confiée à l'interprétation non seulement à Malikov, mais également au duo plus traditionnel constitué par Boris Kouznetsov et Lev Polosine (ru).
La chanson a été interprétée pour la première fois le 8 août 1971 dans une émission de radio entièrement dédiée « au groupe de Iouri Malikov ». L'animateur radio ayant invité les auditeurs à envoyer leurs options pour trouver un nom au groupe ; l'idée apparaît alors de le nommer Samocvety (pierres précieuses), en référence au vers de la chanson Je t'emmènerai dans la toundra disant que dans la toundra, « nous collecterons autant de pierres précieuses que tu voudras » (Сколько хочешь самоцветов мы с тобою соберём).
Toutefois, par arrêté de la ministre de la Culture Ekaterina Fourtseva, il est décidé que la chanson serait interprétée au festival de la Chanson de l'Année 1972 par le chanteur nanai Kola Beldy, qui était une sorte de personnification des petits peuples du Nord, de la Sibérie et de l'Extrême-Orient. La chanson, lauréate du concours, commence à être identifiée avec Kola Beldy,. Malikov n'abandonne toutefois pas la chanson et, à la Chanson de l'Année 1974, la VIA Samocvety a également remporté un prix pour Je t'emmènerai dans la toundra, ce qui était sans précédent.
L'interprétation de Beldy de Je t'emmènerai dans la toundra reçoit par ailleurs les premier et deuxième prix du concours principal du Festival international de la chanson de Sopot.
En 1971, la chanson est également interprétée par les Chœurs de l'Armée rouge.